# Tanque de tormentas

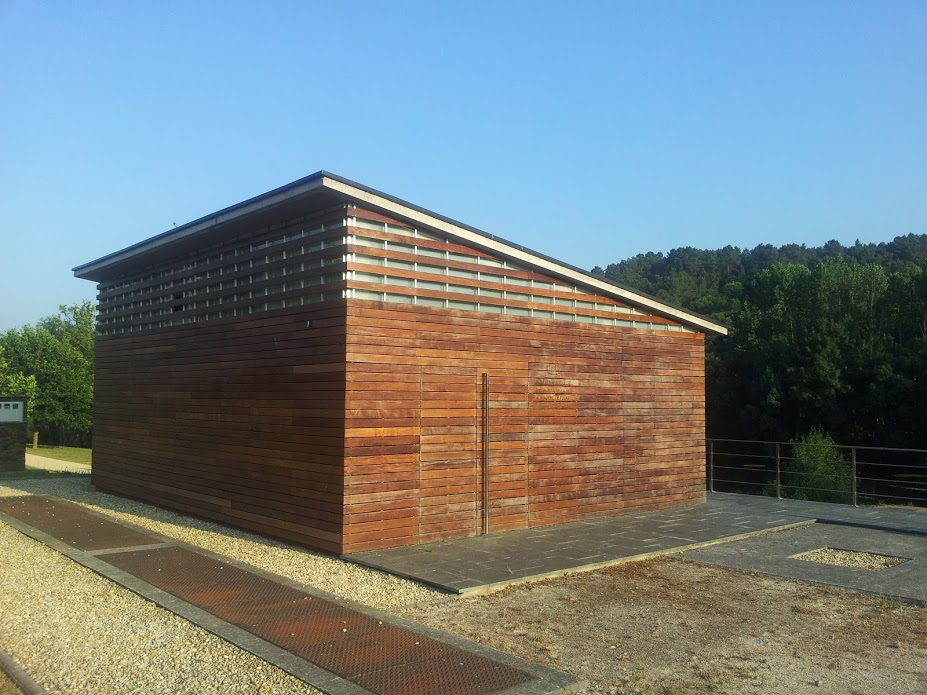
Parte visible de un tanque aliviadero junto al río Miño (Lugo, España).

Un tanque de tormentas, también conocido como estanque de tormentas, aliviadero o tanque de lluvias, es una infraestructura de la red de saneamiento consistente en un depósito dedicado a capturar y retener el agua de lluvia transportada hasta él por los colectores, sobre todo cuando hay precipitaciones muy intensas, para disminuir la posibilidad de inundaciones en los casos en que la capacidad de escurrido del agua es menor que el volumen de lluvia.
Tiene además la función de hacer una predepuración al evitar que las primeras aguas de lluvia, que son las más contaminadas —porque aunque la lluvia esté muy limpia, produce un lavado del asfalto—, se viertan directamente a sistemas naturales acuáticos como por ejemplo, ríos, cuando realizan un proceso de depuración de aguas residuales, para que una vez descontaminada, el agua pueda ser vertida a corrientes o masas de agua para su aprovechamiento posterior.
Estos dispositivos destinados a laminar los caudales máximos de una avenida son particularmente importantes en las áreas donde se ha producido una impermeabilización masiva de las cuencas, por ejemplo a causa de la urbanización. Son igualmente importantes en el caso de que la red de saneamiento sea un sistema unitario, es decir, uno que conduce, mezclándolas, las aguas servidas y las aguas pluviales, como es el caso de las famosas cloacas de París.
El estanque de tormentas más grande del mundo se encuentra en Madrid (tanque de Arroyofresno), data de 2009 y posee una capacidad de 400 000 metros cúbicos, por delante de otro construido en Francia. Gestionado por el Canal de Isabel II, su superficie equivale a la de 5 campos de balompié, pero con un profundidad de 10 metros.